# Paul Romer
Paul Michael Romer (Denver, 7 novembre 1955) è un economista e imprenditore statunitense, ex capo economista della Banca Mondiale e Premio Nobel per l'Economia 2018 (condiviso con William Nordhaus) "per i suoi studi sull'integrazione tra le innovazioni tecnologiche nell'analisi macroeconomica di lungo periodo" e per "avere sviluppato metodi che affrontano alcune delle sfide fondamentali e più urgenti del nostro tempo: combinare la crescita sostenibile a lungo termine dell'economia globale con il benessere della popolazione del pianeta". Ha anche coniato il termine "mathiness", che descrive come uso improprio della matematica nella ricerca economica.
Professore di economia al Boston College, Romer è stato in precedenza professore all'Università di New York, all'Università di Chicago, all'Università della California, Berkeley, all'Università di Stanford (Graduate School of Business) e all'Università di Rochester. Inoltre, è stato ricercatore presso il National Bureau of Economic Research, il Center for International Development di Stanford, lo Stanford Institute for Economic Policy Research, la Hoover Institution, nonché membro dell'American Academy of Arts and Sciences e del Center for Global Development.
Il lavoro più importante di Romer è nel campo della crescita economica e ha dato importanti contributi allo sviluppo della teoria della crescita endogena. È stato nominato una delle 25 persone più influenti d'America dalla rivista Time nel 1997, ed è stato insignito del Premio Horst Claus Recktenwald per l'economia nel 2002. Nel 2015 ha ricevuto il John R. Commons Award, assegnato dalla società economica Omicron Delta Epsilon.

## Biografia
Romer è nato dall'ex governatore del Colorado Roy Romer e da Beatrice "Bea" Miller. Ha quattro fratelli e due sorelle. Uno dei suoi fratelli, Chris Romer, è un ex senatore dello stato del Colorado. 
Dopo la Phillips Exeter Academy, ai è laureato nel 1973 in matematica all'Università di Chicago e poi ha conseguito nella stessa università un dottorato di ricerca in economia nel 1983. Ha studiato anche presso il Massachusetts Institute of Technology dal 1977 al 1979 e presso la Queen's University (Kingston, Canada) dal 1979 al 1980. 
Paul Romer ha svolto l'attività di docente presso l'università di Stanford per poi lavorare come vicedirettore alla Banca Mondiale.

## Teoria delle charter city
Ha teorizzato la necessità di fondazione di nuove città denominate charter city, governate autonomamente e non accentrate, di cui un progetto pilota dovrebbe nascere in Honduras chiamata Prospera.

## Opere
- Growth Cycles, con George Evans and Seppo Honkapohja American Economic Review, giugno 1998.
- Preferences, Promises, and the Politics of Entitlement, in Individual and Social Responsibility: Child Care, Education, Medical Care, and Long-Term Care in America, edito da Victor R. Fuchs , Chicago: University of Chicago Press, 1995.
- New Goods, Old Theory, and the Welfare Costs of Trade Restrictions in Journal of Development Economics, numero. 43, 1994.
- Looting: The Economic Underworld of Bankruptcy for Profit con George Akerlof, Brookings Papers on Economic Activity 2, William C. Brainard and George L. Perry, 1993.
- Economic Integration and Endogenous Growth con Luis Rivera-Batiz, Quarterly Journal of Economics CVI, maggio 1991.
- Endogenous Technological Change, in Journal of Political Economy, ottobre 1990.
- Increasing Returns and Long Run Growth, Journal of Political Economy, ottobre 1986.
- Cake Eating, Chattering and Jumps: Existence Results for Variational Problems, Econometrica 54, luglio 1986.